# Чигирин Сергій Юрійович
Сергі́й Ю́рійович Чигири́н — капітан Збройних сил України.
Станом на кінець липня 2014 року — замісник начальника штабу 1-го батальйону 72-ї бригади. Разом з 72-ю бригадою перебував в напівоточенні терористично-російськими силами під Червонопартизанськом.

## Нагороди
21 жовтня 2014 року — за особисту мужність і героїзм, виявлені у захисті державного суверенітету та територіальної цілісності України, вірність військовій присязі під час російсько-української війни, відзначений — нагороджений орденом Богдана Хмельницького III ступеня.